# Éléphant Blanc
Pour les articles homonymes, voir éléphant blanc.
L'Éléphant blanc (en polonais : Biały Słoń, en ukrainien : Білий слон) est le nom d'un ancien site astronomique et météorologique polonais situé au sommet du Pip Ivan, faisant partie des Tchornohora des Carpates, en Ukraine. 
Lors de la fondation de l'observatoire, la région était rattachée à la Pologne. Débuté en 1936, Biały Słoń a été achevé durant l'été 1938. Il a été un temps le plus haut site habité de Pologne et est considéré de nos jours comme étant un héritage culturel,.

## Site

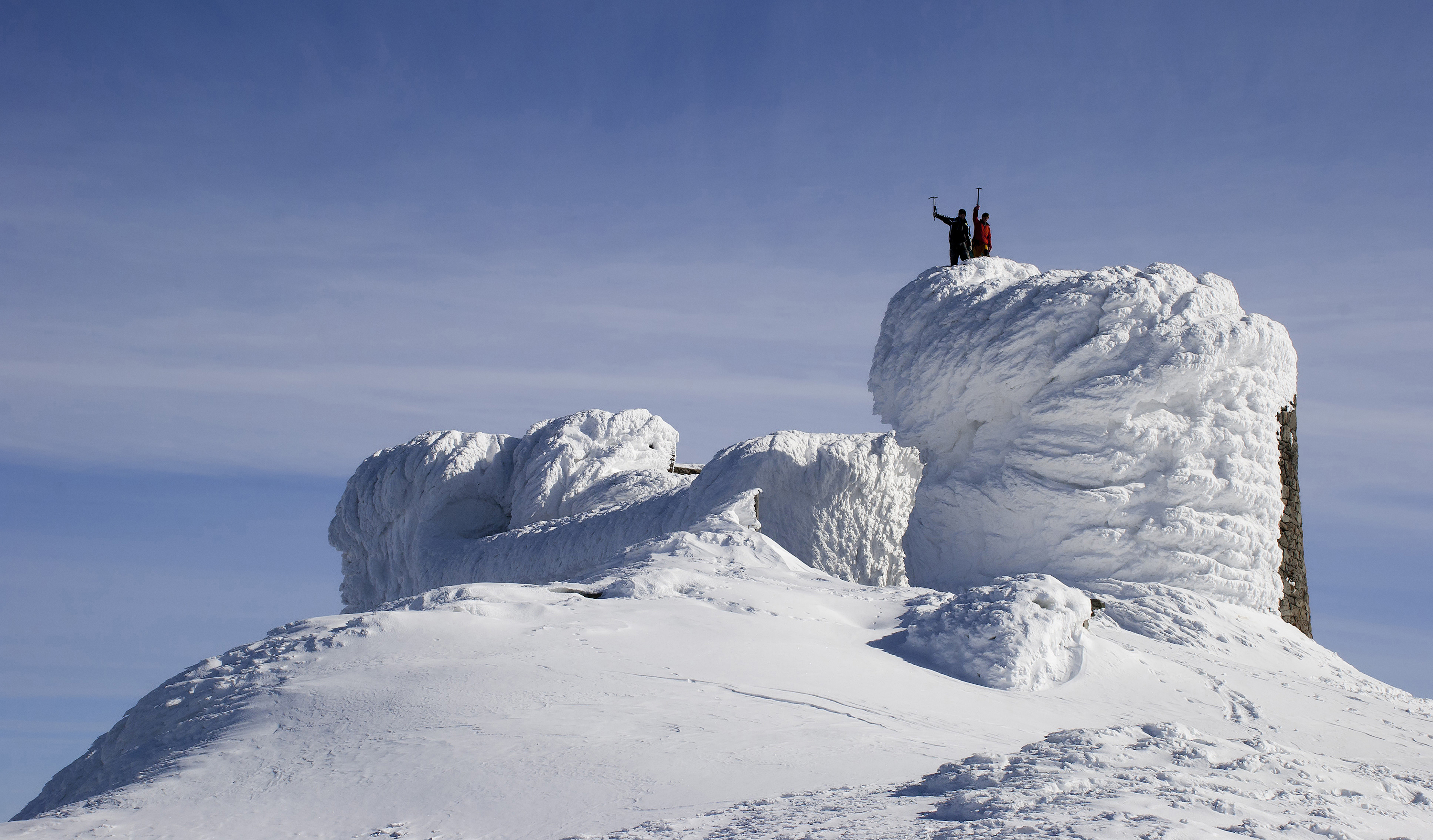
Éléphant Blanc (mars 2012).

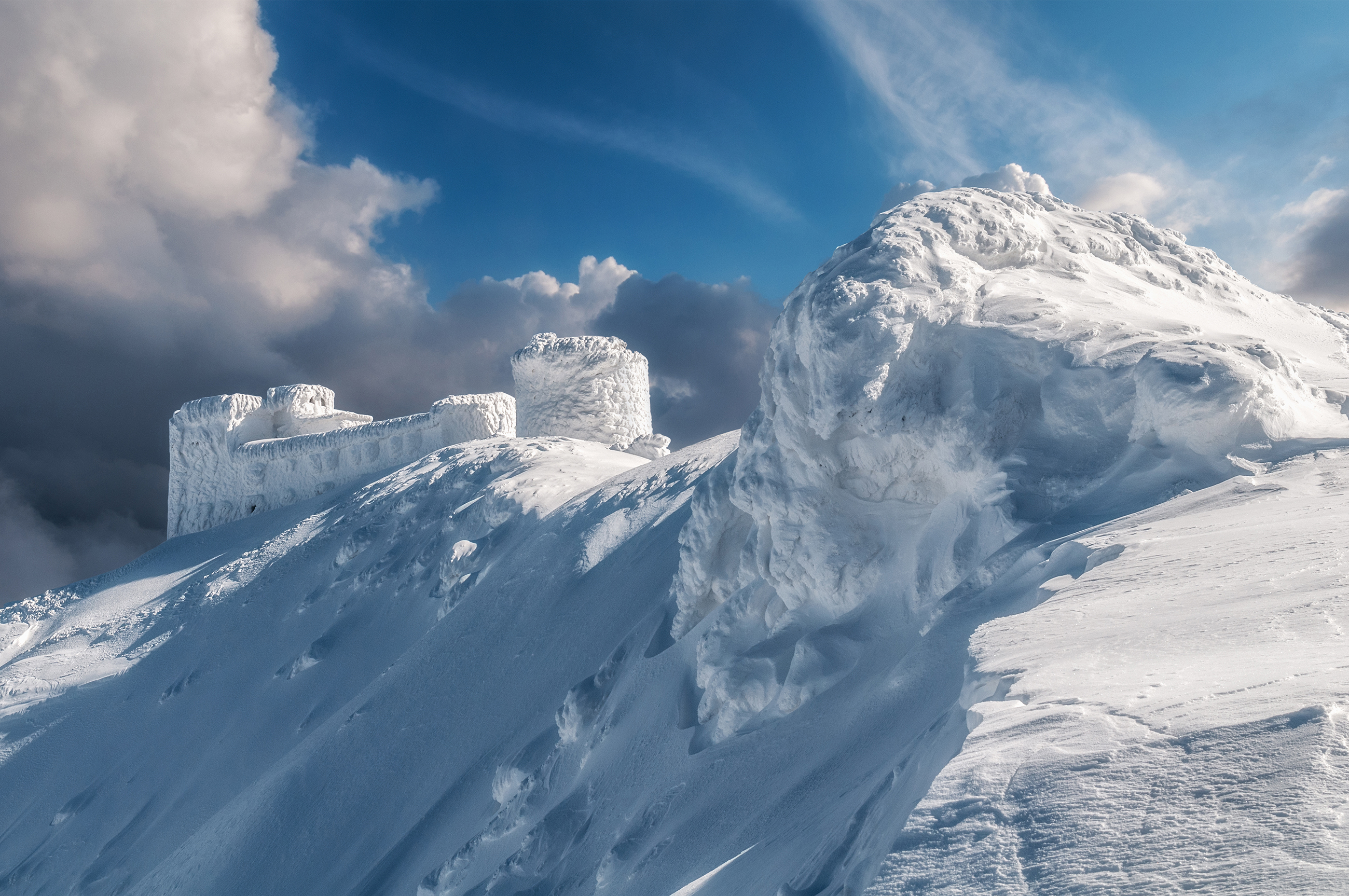
(mars 2016)

Le site est particulièrement isolé. Selon le premier et seul directeur de l'observatoire Władysław Midowicz, le principal problème du personnel concerne l'eau. Celle-ci doit être transportée à partir d'un ruisseau à environ 6 kilomètres de distance.
Le site habité le plus proche de nos jours est le village de Zelena du raïon de Verkhovyna, dans l'oblast d'Ivano-Frankivsk.

## Histoire

### Construction
Selon Midowicz, l'idée de la construction de l’Éléphant blanc a été lancée par un groupe d'astronomes influents, qui aurait convaincu le général Leon Berbecki (en), directeur de la Airborne and Antigas Defence League (en), et le ministre de la Défense Tadeusz Kasprzycki (en).
La construction débute l'été 1936. Les coûts auraient dépassé le million de złoty, une très grosse somme à l'époque pour l'État. Les murs sont faits de grès local. En raison de l'accès difficile des lieux, le matériel a été transporté sur le site par des travailleurs locaux, Hutsuls, leurs chevaux et des soldats du 49th Hutsul Rifle Regiment (en).
Les plans ont été inspirés du château de Przemyśl, en forme de « L » avec une tour. D'une hauteur de cinq étages, l'Éléphant blanc possède 43 pièces et 57 fenêtres. Les étages supérieurs étaient habités par des astronomes et des météorologues, dont la plupart travaillaient pour le State Meteorological Institute et l'observatoire astronomique, géré par l'université de Varsovie. Leur travail consistait à fournir des observations météorologiques pour les forces de l'air polonaises. Les étages inférieurs étaient occupés par des soldats du régiment « Karpaty » du Korpus Ochrony Pogranicza, possédant des quartiers généraux à Stryi. En tout et pour tout, le nombre d'habitants n'a jamais excédé la vingtaine. Parmi les habitants, on compte les professeurs Wlodzimierz Zonn et Eugeniusz Rybka, ainsi que Jan Gadomski.

### Juillet 1938 - septembre 1939
La cérémonie d'ouverture de l'édifice est tenue le 29 juillet 1938. Le nom officiel est Observatory of the State Meteorological Institute (pouvant se traduire par « Observatoire de l'Institut météorologique de l'État »), mais il est rapidement rebaptisé Éléphant blanc en raison de la couleur de ses murs. L'équipement de l'observatoire comprend un astrographe et un télescope construit par Grubb Parsons de Newcastle upon Tyne. Le site comprend également sa propre centrale de production d'énergie, comportant deux moteurs diesel et une fournaise à l'huile. Quant à eux, les militaires installent des équipements particuliers, dont des prototypes de radiotéléphones.
Pendant quatorze mois, de juillet 1938 à septembre 1939, l'observatoire est le point habité le plus élevé de Pologne. L'entrée étant limitée à ceux possédant un badge militaire, le site a suscité la curiosité des habitants locaux. Midowicz écrit que des Hutsuls pensaient que l'observatoire était en fait un immense canon capable de toucher les ennemis des pays voisins.

### Années 1940 à 1980
Le 18 septembre 1939, à la suite de l'invasion soviétique de la Pologne, le personnel de l'observatoire ramasse le matériel le plus important (dont le télescope) et quitte en direction de la frontière hongroise. À la fin du mois, l'Armée rouge s'empare de l'édifice et l'utilise, ainsi que la station météorologique.
À l'été 1941, l'observatoire est pris par la Wehrmacht lors de l'opération Barbarossa. Cette dernière remet le commandement aux troupes hongroises, qui y restent jusqu'à l'hiver 1941. Bien qu'épargné par la guerre, le bâtiment abandonné deviendra ruines, les habitants locaux récupérant tout le matériel utilisable.

### Années 1990-2010
Au milieu des années 1990, des scientifiques de la polytechnique de Lviv, menés par Anatoliy Dultsev, ainsi que des collègues de la polytechnique de Varsovie, lancent l'idée de reconstruire l'observatoire. L'idée est portée plus loin lors d'une conférence donnée en octobre 1996 à Lviv et Yaremche, mais aucuns travaux ne sont entamés. 
Le 24 janvier 2002, une autre rencontre est tenue à Yaremche. Au début d'octobre, l'administration de l'oblast envoie une lettre officielle au président de l'Ukraine Leonid Koutchma à propos du projet. À la fin novembre, Vyshyvaniuk reçoit une réponse par le député Valeriy Khoroshkovskiy, affirmant que la proposition a été étudiée et reconnue comme étant de portée internationale.
En septembre 2012, les ouvertures des fenêtres ont été scellées avec des briques. D'autres travaux sont annoncés en janvier 2013.